# Ja, Chef!
Ja, Chef! je slovenska humoristična serija, posneta po prvotno licenčni ruski seriji Kuhinja (2012–16), ki je na voljo na platformi VOYO od 17. junija 2021 dalje..
Prve štiri sezone so bili vsi deli predvajani na isti dan, od pete sezone do začetka šeste sezone pa epizodo predvajajo enkrat tedensko po 2 dela skupaj. Kasneje v šesti sezoni pa le po en del na teden.
26. septembra 2022 je serija s 15 mesečnim zamikom prišla še na televizijo, prve tri sezone so bile na voljo širšim množicam na POP TV. Od 2. septembra 2024 se serija na programu nadaljuje od četrte sezone dalje.
V sredini marca 2023 se je snemanje serije zaključilo za glavna igralca, Katarino Čas in Klemna Janežiča. Nekaj tednov kasneje, v ponedeljek, 3. aprila 2023 pa se je snemanje serije zaključilo v celoti za vse igralce. Izšlo bo skupno 12 sezon in 120 epizod .

## Sezone

### VOYO
| Sezona | Sezona | Št. delov | Začetek                               | Konec                                 | Sklic         |
| ------ | ------ | --------- | ------------------------------------- | ------------------------------------- | ------------- |
|        | 1      | 10        | 17. junij 2021 (vse epizode naenkrat) | 17. junij 2021 (vse epizode naenkrat) | [ 7 ]         |
|        | 2      | 10        | 14. oktober 2021 (vsi deli naenkrat)  | 14. oktober 2021 (vsi deli naenkrat)  | [ 8 ]         |
|        | 3      | 10        | 16. december 2021 (vsi deli naenkrat) | 16. december 2021 (vsi deli naenkrat) | [ 9 ]         |
|        | 4      | 10        | 1. maj 2022 (vsi deli naenkrat)       | 1. maj 2022 (vsi deli naenkrat)       | [ 10 ]        |
|        | 5      | 10        | 21. julij 2022                        | 18. avgust 2022                       | [ 11 ] [ 12 ] |
|        | 6      | 10        | 1. december 2022                      | 26. januar 2023                       | [ 13 ]        |
|        | 7      | 10        | 22. junij 2023                        | 17. avgust 2023                       | [ 14 ]        |
|        | 8      | 10        | 9. november 2023                      | 4. januar 2024                        | [ 15 ]        |
|        | 9      | 10        | 23. maj 2024                          | 25. julij 2024                        | [ 16 ]        |
|        | 10     | 10        | 5. december 2024                      | 6. februar 2025                       | [ 17 ]        |

### POP TV
| Sezona | Sezona | Št. delov | Začetek            | Konec              | Sklic  |
| ------ | ------ | --------- | ------------------ | ------------------ | ------ |
|        | 1      | 10        | 26. september 2022 | 11. oktober 2022   | [ 3 ]  |
|        | 2      | 10        | 12. oktober 2022   | 31. oktober 2022   | [ 18 ] |
|        | 3      | 10        | 1. november 2022   | 16. november 2022  | [ 19 ] |
|        | 4      | 10        | 2. september 2024  | 17. september 2024 | [ 20 ] |
|        | 5      | 10        | 18. september 2024 | 3. oktober 2024    | [ 20 ] |
|        | 6      | 10        | 7. oktober 2024    | 22. oktober 2024   | [ 20 ] |
|        | 7      | 10        | 23. oktober 2024   | 7. november 2024   | [ 20 ] |

## Liki

### Glavni
| Igralec/-ka                 | Vloga | Sezona    | Št. epizod |
| --------------------------- | --- | --------- | ---------- |
| Jurij Zrnec                 | Ljubomir Bohinc, chef restavracije hotela Eleonora, nekdanji chef restavracij Chateau de Philippe in Casablanca | 1-10      | 90         |
| Katarina Čas                | Pika Golob, vodja restavracije, bivša žena Luke                                                                 | 1-10      | 83         |
| Klemen Janežič              | Luka Čeh, kuhar, bivši mož Pike Golob                                                                           | 1-10      | 81         |
| Luka Cimprič                | Tomi Šuler, kuhar na zelenjavi                                                                                  | 1-10      | 88         |
| Mario Ćulibrk               | Zdravko Keuc, kuhar za ribe                                                                                     | 1-10      | 84         |
| Jernej Kogovšek             | Lovro Pesek, slaščičar                                                                                          | 1-10      | 82         |
| Matej Puc                   | Štefan Čuk, pomočnik chefa                                                                                      | 1-10      | 82         |
| Domen Valič                 | Miha Kos, barman, Nastjin mož                                                                                   | 1-10      | 73         |
| Viktorija Bencik Emeršič    | Nastja Martič, natakarica                                                                                       | 1-10      | 66         |
| Bojan Emeršič               | Rudi Kavčič, nekdanji lastnik restavracije Chateau de Philippe, bivši Pikin fant                                | 1-10      | 60         |
| Faketa Salihbegović Avdagić | Šefika, čistilka                                                                                                | 1-10      | 59         |
| Tina Vrbnjak                | Saša, natakarica                                                                                                | 1-4       | 43         |
| Tjaša Železnik              | Marjeta Kolmanič, chefinja restavracije Casablanca                                                              | 1-5, 7-10 | 39         |
| Liza Praprotnik             | Monika, hostesa                                                                                                 | 1-10      | 35         |
| Liza Marijina               | Katja Bohinc, kuharica, Ljubomirjeva hči                                                                        | 5-6, 8-10 | 27         |
| Nik Škrlec                  | Denis Drozg, Lukov dolgoletni prijatelj, pianist                                                                | 7-9       | 20         |
| Sebastian Cavazza           | Herman Kramar, nekdanji šef restavracije Chateau de Philippe                                                    | 7-8       | 16         |
| Ranko Babić                 | Lado Bešlić, upravnik hotela Eleonora                                                                           | 9-10      |            |
| Iva Krajnc Bagola           | Ela Kocjančič, lastnica hotela Eleonora                                                                         | 9-10      |            |

### Stranski
| Igralec/-ka           | Vloga                                                       | Sezona    |
| --------------------- | ----------------------------------------------------------- | --------- |
| Jaša Jamnik           | lastnik restavracije Casablanca                             | 1-2, 7-8  |
| Janez Škof            | Brezdomec Radovan                                           | 1-6       |
| Gojmir Lešnjak - Gojc | Jovo, dobavitelj                                            | 1-8       |
| Jana Zupančič         | Tatjana, Ljubova bivša žena                                 | 1-3, 6, 8 |
| Stella Majerič        | Alisa, Ljubova in Tatjanina hči                             | 1-3, 8    |
| Lea Mihevc            | Kristina, Rudijeva bivša žena, nekdanja šefica restavracije | 2-6       |
| Zvezdana Mlakar       | Vera Čuk, Štefanova mama                                    | 2-4, 7-8  |
| Rok Vihar             | Igor, kupec restavracije Chateau de Philippe                | 2-3       |
| Dario Varga           | Edo Martič, Nastjin oče                                     | 3-7       |
| Saša Pavček           | Nastjina mama                                               | 3-7       |
| Matic Jamar           | Marjetin sin                                                | 3-4       |
| Blaž Dolenc           | Senad, Jovov nečak                                          | 3, 5-8    |
| Bojan Maroševič       | Albert Kranjc, zdravnik                                     | 4         |
| Vid Valič             | Mitja, nekdanji natakar                                     | 4-5       |
| Tina Vrbnjak          | Saša, nekdanja natakarica                                   | 5-6, 8    |
| Uroš Smolej           | Andrej Šmid, kupec restavracije                             | 6         |
| Zala Smolnikar        | Violeta, mlada natakarica                                   | 6-7       |
| Klara Kuk             | Eva, mlada natakarica                                       | 6-8       |
| Andrej Jesenovec      | Matic, višji kuhar v restavraciji Casablanca                | 7-8       |
| Alenka Kraigher       | Marina, Tomijeva žena                                       | 7-8       |